# Travelling-grate verk
Ett travelling-grate verk är den mest förekommande typen av pelletsverk som används för att tillverka järnmalmspellets. 

## Teknisk beskrivning
I graten transporteras pellets genom olika zoner på grate-cars där de förvärms, rostas, oxideras och avkyls i en och samma ugn. I tabellen nedan ses de olika zonerna, och dess driftstemperatur.
| Lista över zoner i verket |            |
| Zon                       | Temperatur |
| ------------------------- | ---------- |
| Updraft drying            | 300°C      |
| Downdraft drying          | 300°C      |
| Preheating                | 300-1300°C |
| Firing                    | 1350°C     |
| Afterfiring               | 1000°C     |
| Cooling 1                 | 1000-500°C |
| Cooling 2                 | 500-100°C  |

De större travelling-grate verken har en invändig bredd på c:a 5 meter, och är uppemot 100 meter långa. Till skillnad från ett grate-kiln verk som en använder en brännare med hög effekt, så har travelling-grate verken ett tiotal brännarpar som sitter mitt emot varandra i brännarhuvar, längs ugnens varmare delar. Till brännarna kan inte bränsle i fast fas användas, utan gas eller olja används. I Sverige finns idag två travelling-grate verk i drift. Båda ägs av LKAB och ligger i Malmberget.